# Falconcrest
Falconcrest is een voor het publiek toegankelijk valkerijcentrum en een roofvogelpark in Eindhoven, Nederland.
Het roofvogelpark is in 2008 geopend in een oude boerderij. Men kan er roofvogelshows en demonstraties bijwonen, en door middel van een workshop eventueel zelf de eerste ervaring opdoen als valkenier. In het centrum zijn meerdere soorten roofvogels, die er ook worden gefokt, naast valken, zijn er arenden, haviken, buizerds, gieren en uilen. De Falconcrest maakt al lange tijd hulpmiddelen voor de valkerij, zoals handschoenen huifen die men over de kop van de valk schuift zodat deze niets ziet. Directeur en "meestervalkenier" is Frans Lenders. Er worden ook valkeniers opgeleid.

## Valkenier
In de negende eeuw kwam de West-Europese adel in aanraking met de valkerij. Men ving de valken op de heidevelden van Brabant. De vogels werden in een donkere kamer gehouden tot ze rustig waren of het nou licht of donker was, en kregen alleen voedsel op de handschoen. De Nederlandse valkeniers waren wereldberoemd. Na de Franse Revolutie ging het slechter met de Nederlandse valkerij. Tegenwoordig worden geen roofvogels meer gevangen, maar worden ze gefokt.